# Alfred Terlecki

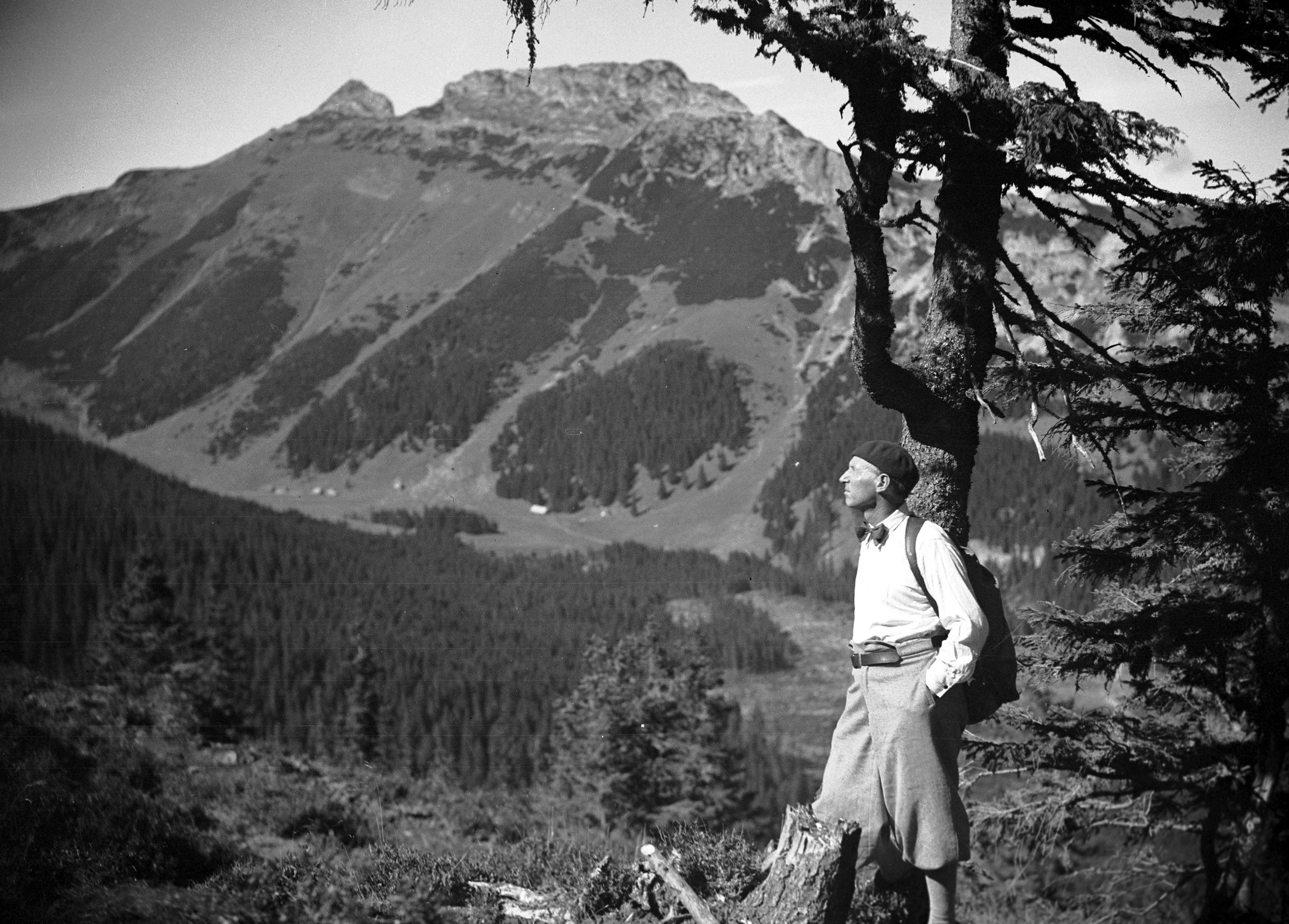
Alfred Terlecki w Tatrach – w oddali widoczny Giewont, 1935

Alfred Terlecki (ur. 5 października 1883 w Warszawie, zm. w 19 stycznia 1973 w Krakowie) – polski malarz, grafik i edukator.

## Życiorys
Od 1906 studiował w warszawskiej Szkole Sztuk Pięknych, a następnie – krakowskiej Akademii Sztuki Pięknych, którą ukończył w 1917. Jego nauczycielami w ASP byli Leon Wyczółkowski i Józef Mehoffer.
Będąc studentem, wstąpił w 1914 do Legionów Polskich, ale z powodu złego stanu zdrowia został zwolniony. Nauczał także wtedy plastyki w różnych szkołach, m.in. prywatnej szkole sztuk pięknych w Krakowie.
W latach 1915–1919 pracował w Zakopanem jako nauczyciel rysunku i wychowania fizycznego w szkole koedukacyjnej założonej i prowadzonej przez Franciszka Praussa. Chodził wówczas często po Tatrach, uprawiał wspinaczki górskie i jeździł na nartach. Prowadził nawet kursy narciarskie. W okresie 1916–1919 uczestniczył jako ochotnik w kilku wyprawach ratunkowych TOPR.
W okresie II RP był wykładowcą w krakowskiej ASP. Podczas okupacji niemieckiej uczył w Staatliche Kunstgewerbeschule Krakau od 1939 do 1943.
Malował głównie pejzaże tatrzańskie, w których często powtarzał się motyw Hali Gąsienicowej i Morskiego Oka, oraz weduty. Był także twórcą portretów, aktów i widoków nastrojowych wnętrz. Dominującą techniką, którą się posługiwał, było malarstwo olejne. Zajmował się również drzeworytem. Był członkiem Towarzystwa Zachęty Sztuk Pięknych (TZSP), Towarzystwa Artystów Malarzy i Rzeźbiarzy „Sztuka Rodzima” oraz Związku Polskich Artystów Plastyków (ZPAP).
Swoje obrazy wystawiał od 1913 – w kraju i za granicą, m.in. w TZSP, Instytucie Propagandy Sztuki, oraz Rzymie, Odessie i Moskwie. Jego prace znajdują się w kolekcji m.in. Muzeum Narodowego w Warszawie, Muzeum Narodowego w Krakowie oraz – w największej liczbie – Muzeum Tatrzańskiego w Zakopanem.
Po śmierci spoczął na Starym Cmentarzu w Zakopanem.

## Twórczość

### Malarstwo
- Krupówki, 1914
- Morskie Oko, 1918
- Pejzaż zimowy z potokiem w świerkowym lesie, 1921
- Zimowy pejzaż tatrzański
- Katedra Wawelska
- Widok na Kasprowy Wierch
- Tatry – widok na Kościelec i Kozie Wierchy
- Zaśnieżona chata
- Szałasy w górach
- Jesień pod Giewontem, 1934
- Limby nad Morskim Okiem, 1926
- Panorama Tatr, 1928
- Szałasy w śniegu, 1928
- Modelka w pracowni, 1930
- Czorsztyn, 1931
- Stawki Gąsienicowe, 1932
- Zakopane, 1933
- Morskie Oko, 1933
- Rybacy, 1937
- Morskie Oko, 1938
- Zakopane, 1938
- Morskie Oko, 1939
- Giewont, 1939
- Hala Gąsienicowa, 1939
- Morskie Oko, 1939
- Pejzaż tatrzański, 1942
- W ogrodzie karmelitów, 1945
- Pejzaż zimowy, 1947
- Czarny Staw Gąsienicowy, 1952
- Na Bałtyku – Jastarnia, 1952
- Widok na kościół Mariacki od strony ul. Św. Krzyża, ok. 1961
- Kwitnące osty, 1962
- Wiosna nad Morskim Okiem, 1964
- Ogród, 1967

## Nagrody i wyróżnienia
- Salony Towarzystwa Zachęty Sztuk Pięknych w Warszawie[7]
  - Medal Brązowy, 1929
  - Medal Srebrny, 1934

## Uwaga
1. ↑  Niektóre źródła – prawdopodobnie błędnie – jako miejsce jego urodzenia podają Kielce[3], zaś jako miejsce śmierci – Zakopane[4].